# 加茂町 (京都府)
加茂町（かもちょう）は、京都府相楽郡にあった町である。2007年3月12日、山城町、木津町と合併し木津川市となった。ただし、合併後も「加茂町」は市内の町名として残っている。
奈良時代の一時期、都（恭仁京）が置かれたという歴史があり、多数の史跡・文化財を有する。日本最初の流通貨幣「和同開珎」が造られた地でもある。三町が合併する前の加茂町時代には、京都市、宇治市に次いで京都府内で３番目に文化財の多い自治体であった。（木津川市になってからは、京都市に次いで２番目。）
「文化が薫る暮らしよい町」を町の標語に掲げていた。特産品は、壁紙、襖紙、茶、椎茸。

## 地理

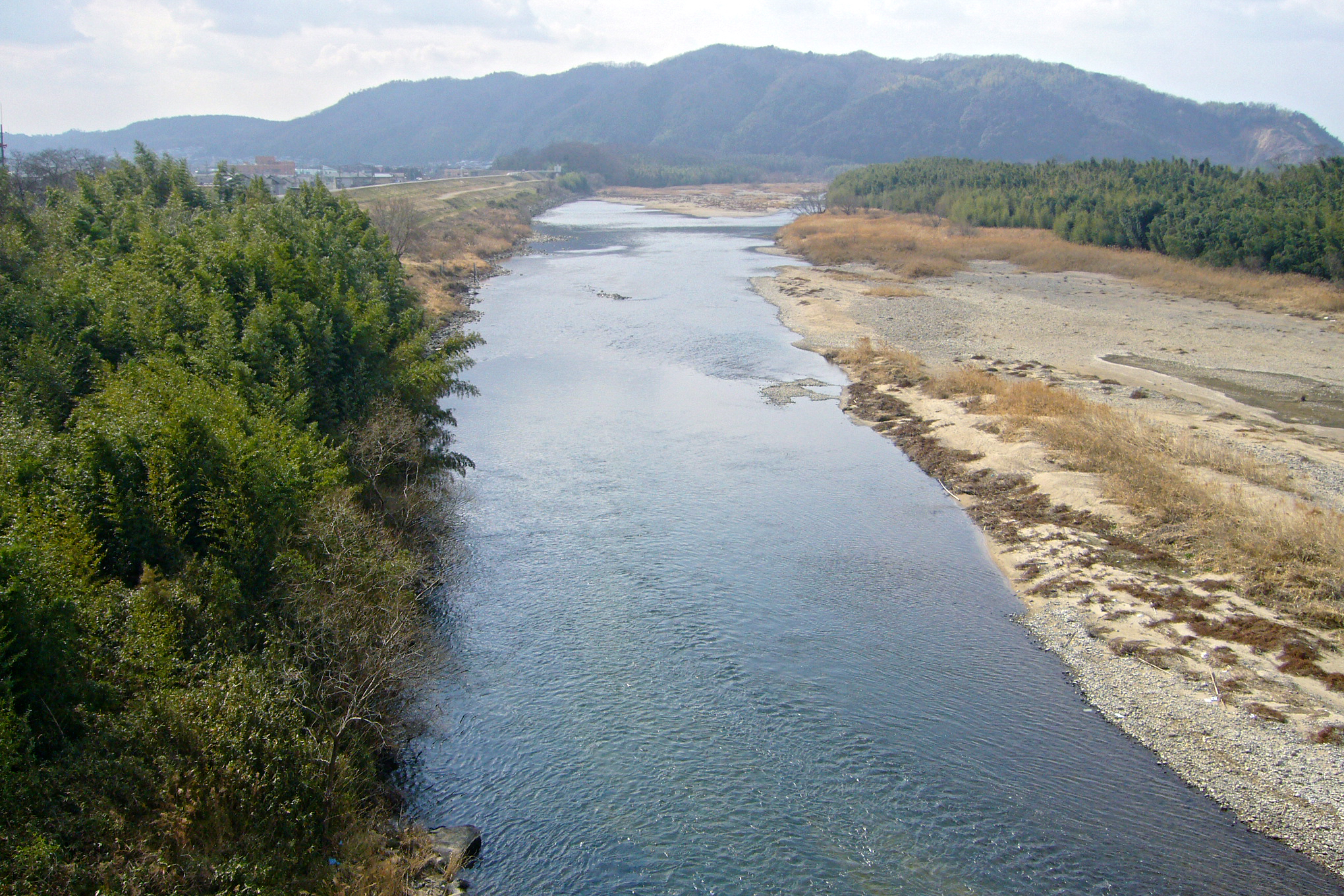
木津川（恭仁大橋から西を望む）

河川
- 木津川

山
- 北山（標高476.5m）

## 歴史
承平年間（931年 - 938年）の辞書、『和名類聚抄』に相楽郡七郷の一つ「賀茂郷」としてあらわれる。その名の由来は賀茂県主氏の居住地であったことにちなむ。加茂の字に改められたのは江戸中期の正徳年間に大洪水が起こり、その復興の際であったことが常念寺の什物記録に見える。中世には東大寺、興福寺の荘園となり、江戸時代には兎並（苧並）・里・大野・高田・北・観音寺の6か村（のちに兎並から南が分村して7か村）の広域地名として加茂郷の名が確認でき（「享保村名帳」）、いずれも伊勢津藩領であった。江戸期は木津川の水運が発達し、伊賀街道と信楽街道の交差する交通の要衝として栄えた。明治22年の町村制施行により9村合併し加茂村が発足。

### 沿革
- 729年（天平元年） - 聖武天皇の勅願により岩船寺創建。
- 735年（天平7年） - 聖武天皇の勅願により海住山寺創建。
- 740年（天平12年） - 聖武天皇による恭仁京遷都。
- 744年（天平16年） - 難波宮に遷都され、恭仁宮跡は山城国分寺となる。
- 1047年（永承2年） - 浄瑠璃寺創建。
- 1889年（明治22年）4月1日 - 相楽郡里村、高田村、法華寺野村、大野村、観音寺村、美浪村、銭司村、兎並村、北村が合併して加茂村が発足。
- 1928年（昭和3年） 2月11日 - 町制施行し加茂町となる。
- 1951年（昭和26年）4月1日 - 相楽郡当尾村（とうのおむら）、瓶原村（みかのはらむら）を編入。
- 2007年（平成19年）3月12日 - 山城町、木津町との合併により木津川市が発足。

## 行政
- 町長：難波久士（なんばひさし）（2003年5月就任）

## 教育

### 文化施設
- 加茂町文化センター（あじさいホール）

### 中学校
- 加茂町立泉川中学校

### 小学校
- 加茂町立加茂小学校
- 加茂町立恭仁小学校
- 加茂町立当尾小学校
- 加茂町立南加茂台小学校

## 交通
奈良県の県庁・奈良市に隣接していることから、大きな影響を受けている。

### 鉄道
- 中心となる駅：JR関西本線 加茂駅

### 道路
一般国道
- 国道163号

## 名所・旧跡・観光スポット・祭事・催事

### 名所・旧跡
- 恭仁宮跡（山城国分寺跡）
- 海住山寺
- 浄瑠璃寺
- 岩船寺
- 当尾の石仏群
- 大仏鉄道遺構（ランプ小屋、橋台、隧道等）
- 大坂城再築時の残石（残念石）
- 例幣使料傍示石（伊勢例幣使および日光例幣使のための米作地を示す傍示石）
- 大井手用水（鎌倉時代）
- 御霊神社
- 旧燈明寺
- 常念寺
- 銭司遺跡
- 白山神社

### 祭事
- 六斎念仏（8月・海住山寺）
- おかげ踊り（10月16日・白山神社）
- 獅子舞・田楽・相撲（10月・銭司）

## 出身有名人
- 町田星児 - 漫才師（ヘッドライトのツッコミ）

## その他
- 郵便番号は以下の通りである。2006年10月10日に変更された。
  - 山城木津郵便局（木津川市（旧木津町））：619-02xx、619-11xx